# Liste der Kulturdenkmäler in Herxheimweyher
In der Liste der Kulturdenkmäler in Herxheimweyher sind alle Kulturdenkmäler der rheinland-pfälzischen Ortsgemeinde Herxheimweyher aufgeführt. Grundlage ist die Denkmalliste des Landes Rheinland-Pfalz (Stand: 14. August 2023).

## Einzeldenkmäler
| Bezeichnung                                    | Lage                                                | Baujahr         | Beschreibung                                                                               | Bild            |
| ---------------------------------------------- | --------------------------------------------------- | --------------- | ------------------------------------------------------------------------------------------ | --------------- |
| Friedhofskreuz                                 | Hauptstraße, auf dem Friedhof Lage                  | 1855            | Friedhofskreuz, bezeichnet 1855, großteils erneuert, barocker Korpus                       | BW              |
| Katholische Pfarrkirche St. Antonius von Padua | Hauptstraße 32 Lage                                 | 1821            | klassizistischer Saalbau, 1821, Architekt F. S. Schwarze; Kruzifix, Stein, bezeichnet 1875 | Fotos hochladen |
| Schulhaus                                      | Hauptstraße 36 Lage                                 | um 1860         | ehemalige Schule; spätklassizistischer Putzbau, Treppengiebel, um 1860                     | Fotos hochladen |
| Hofanlage                                      | Hauptstraße 40 Lage                                 | 18. Jahrhundert | Hofanlage; barockes Fachwerkhaus, teilweise massiv, 18. Jahrhundert (bezeichnet 1773)      | Fotos hochladen |
| Wohnhaus                                       | Hauptstraße 44 Lage                                 | 18. Jahrhundert | barockes Fachwerkhaus, teilweise massiv, 18. Jahrhundert                                   | Fotos hochladen |
| Wohnhaus                                       | Hauptstraße 52 Lage                                 | 18. Jahrhundert | eingeschossiges barockes Fachwerkhaus, teilweise massiv, Kniestock, 18. Jahrhundert        | Fotos hochladen |
| Bildstock                                      | Hauptstraße, bei Nr. 74 Lage                        | um 1740         | barocker Bildstock, um 1740                                                                | Fotos hochladen |
| Armen-Seelen-Kapelle                           | Knittelsheimer Weg Lage                             | 1864            | spätklassizistischer Walmdachbau, bezeichnet 1864                                          | Fotos hochladen |
| Wegekreuz                                      | nördlich des Ortes; Flur Im Habergrund Lage         | 1863            | Wegekreuz, Sandstein, bezeichnet 1863                                                      | Fotos hochladen |
| Wegekreuz                                      | östlich des Ortes an der L 493; Flur Geissberg Lage | 1863            | Wegekreuz, Rotsandstein, bezeichnet 1863                                                   | Fotos hochladen |
| Wegekreuz                                      | südwestlich des Ortes; Flur Im Oberbruch Lage       | um 1900         | Wegekreuz, Sandstein, um 1900                                                              | Fotos hochladen |